# Pseudechinaster rubens
Pseudechinaster rubens är en sjöstjärneart som beskrevs av H.E.S. Clark 1962. Pseudechinaster rubens ingår i släktet Pseudechinaster och familjen trollsjöstjärnor. Inga underarter finns listade i Catalogue of Life.